# Imperi Neoassiri

Expansió aproximada de l'Imperi Neobabilònic durant el regnat de Nabonid (556-539 aC).

L'Imperi Neoassiri va existir a Mesopotàmia entre els anys 911 aC i 612 aC. Cap al segle vii aC Assíria dominava tot el territori conegut amb el nom de Creixent Fèrtil, i durant un temps també Egipte. Tenia el control sobre els punts d'arribada i sortida de les grans rutes pel desert de Síria, i tenia per súbdits els reis i els prínceps dels principals oasis. Tenia relacions diplomàtiques fluïdes amb els regnes d'Urartu i Frígia, i també amb Lídia.
L'imperi es va formar en dues fases. La primera va des de l'any 934 aC fins al 745 aC, quan van començar a ocupar l'Alta Mesopotàmia, que ja havien posseït durant el període assiri mitjà (c. 1300 aC-c. 110 aC). Els petits regnes propers van acceptar el domini assiri i van formar una aliança política i econòmica amb l'Imperi. La màxima expansió de l'Imperi Neoassiri va tenir lloc entre els anys 745 aC i 610 aC, quan va organitzar i incorporar territoris que governava directament, des del golf Pèrsic fins a Commagena.
Alguns dels coneixements de la història de l'Imperi Neoassiri provenen dels annals dels grans reis. Assurnasirpal II (rei entre l'any 884 aC i el 859 aC) explica en els seus annals les guerres d'expansió que va dur a terme durant el seu regnat. Sargon II (rei del 722 aC al 705 aC), fundador d'una important dinastia, també descriu les seves victòries en uns annals que es conserven. I també es conserven els de Sennàquerib (rei entre 705 aC i 681 aC), els d'Assarhaddon (681 aC-669 aC) i els d'Assurbanipal (669 aC-627 aC). Una altra font per conèixer la història d'aquesta època són les llistes dels Limmu, oficials reials que s'escollien a l'inici de cada any. El seu nom servia per anomenar l'any en els documents oficials.
Els primers reis neoassiris, des d'Aixurdan II (c. 935 aC–912 aC) fins a Tukultininurta II (890 aC a 884 aC) es dediquen a conservar els territoris que ja havien conquerit els seus antecessors, per garantir el control dels territoris. Més tard, Assurnasirpal II i Salmanassar III van realitzar diverses campanyes de conquesta. A la mort de Salmanassar III hi va haver algunes rebel·lions a Nínive, Assur i a Arbela, i altres ciutats petites. Quan va pujar al tron Xamxi-Adad V (824 aC-811 aC) es va trobar amb una forta oposició, i va aconseguir pujar al tron amb l'ajuda de Babilònia.
L'Imperi es va consolidar amb Teglatfalassar III (744 aC-727 aC) i Salmanassar V (727 aC-722 aC), i va tenir el seu màxim exponent amb Sargon II (722 aC-705 aC), que encara que als inicis del seu regnat es va haver d'enfrontar amb revoltes en alguns dels seus territoris, al final va mantenir les possessions. Sennàquerib (705 aC-681 aC), Assarhaddon (681 aC-669 aC) i Assurbanipal (669 aC-627 aC) van consolidar, mantenir i ampliar les possessions de l'Imperi.
Els últims reis de l'Imperi Neoassiri, Sinxarixkun (626 aC-612 aC) i Aixurubal·lit II (612 aC-609 aC) es van haver d'enfrontar amb revoltes internes, amb pèrdues de territori i amb la crescuda del poder de l'Imperi Mede, que sota la direcció de Ciaxares, aliat amb Nabopolassar dels babilonis i amb els caldeus i els escites i els cimmeris, va ocupar gairebé la totalitat de l'Imperi i els assiris es van haver de retirar a Harran, i més tard a Carquemix.
Els assiris van perfeccionar les tècniques primerenques de govern imperial, moltes de les quals es van transmetre als imperis posteriors.
Després de les reformes de Teglatfalassar III del segle xiii aC, Assíria es va situar com l'estat més poderós de l’Antic Orient Proper, eclipsant Babilònia i el Baix imperi d'Egipte.
L’Imperi Neoassiri va ser el successor de l'Imperi assiri mitjà (1365 aC-1050 aC).